# 墨玉县芒来乡袭击案
墨玉县芒来乡袭击案2014年6月20日发生在中国新疆维吾尔自治区和田地区墨玉县芒来乡的袭击案。当天早上四点在该乡一处哨所，身份不明的袭击者先刺伤在哨所外站岗的两名民兵，然后放火焚烧哨所房屋，里面正睡觉的三名民兵被烧死，两名被刺伤的民兵也在送医途中死亡。检查站设在卡亚什村，前往早祷的穆斯林信徒发现两名受伤民兵及3具尸体在一个房间内，随即报警。现场发现5瓶空汽油樽。歹徒用刀捅伤两人后反锁大门，然后从烟囱倒入汽油放火，令其他3人没法逃生。

## 事后
6月20日晚，墨玉县农经局领导班子紧急召集全体干部职工传达落实会议精神，6月21日上午，农经局局长艾斯凯尔·库热西、书记夏菲、副主任艾斯卡尔·马合木提、干部俞超4人赴住乌尔奇乡喀让古托格拉克村开展揭批宣讲活动，农经局住村工作组3人、乌尔奇乡机关干部4人，村干部5人，农民110余人参加了活动。要求全村114户人家全部参加，宣讲工作开展1天，中午农经局自筹650元，为参会村民及工作人员每人发放一个烤包子，共计发放130个，对于农户不在家的，住村工作组于晚上进行入户宣讲。

## 其他未证实消息
莎车县公安局伊什库力乡派出所民警蔺宴将6月23日晚在工作中，被袭击者突袭身亡。所长邓峰被砍伤，随后开枪将袭击者打死。遇难的民警蔺宴将年仅26岁，妻子怀有5个月的身孕。